# 阿达纳省
阿达纳省（土耳其語：Adana ili）是位于土耳其东南部的一个省，首府阿达纳。相传，这个名字来源于乌拉诺斯的儿子Adanus。
北大西洋公约组织的因吉利克空军基地就位于该省。
阿达纳省其它重要的城市有伊苏斯和科赞。